# Равидас
Равида́с (дев. रविदास), также известен как Райдас, Рохидас, Рухидас — индийский поэт-сант, святой, мистик и религиозный реформатор. Один из ярких представителей движения бхакти. Предположительно жил в XIV—XVI веках (между 1376 и 1520 годами). Особо почитается в Уттар-Прадеш и Махараштре. Проповедовал монотеистическое учение. Религиозные гимны его сочинения вошли в главный священный текст сикхов «Гуру Грантх Сахиб». Равидас выступал против социальной и половой дискриминации и ратовал за устранение конфессиональных границ во имя высшего духовного единства.
Равидас учил, что людей следует различать не по кастовой принадлежности, но по деяниям, и что каждый человек, независимо от своего происхождения, имеет право поклоняться Богу и изучать священные тексты. Активно выступал за права неприкасаемых. Принято считать, что Равидас был гуру индуистской святой Мирабай.